# قضیه رول

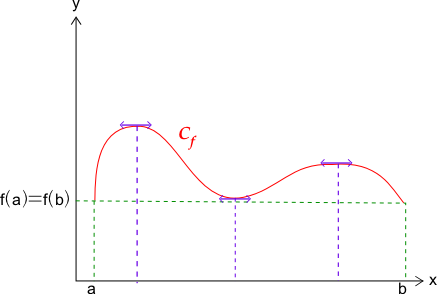
قضیه رول

قضیه رول،(به انگلیسی: Rolle's Theorem) یا لم رول در حسابان، اساساً بیان می‌دارد که هر تابع دیفرانسیل پذیر حقیقی مقدار که مقادیرش (یعنی خروجی‌هایش) در دو نقطه متمایز مساوی شوند، حداقل یک نقطه مانا بین این دو نقطه دارد، یعنی نقطه‌ای که مشتق اول تابع در آن برابر صفر است (یعنی شیب خط مماس بر نمودار تابع در آن نقطه صفر می‌شود).
این قضیه را به اسم میشل رول نام‌گذاری کرده‌اند.

## نسخه استاندارد قضیه
اگر یک تابع حقیقی_مقدار {\displaystyle f} روی بازه بسته‌ای چون {\displaystyle [a,b]} پیوسته باشد، و روی بازه باز {\displaystyle (a,b)} دیفرانسیل‌پذیر باشد، و {\displaystyle f(a)=f(b)}، آنگاه حداقل یک {\displaystyle c} روی بازه باز {\displaystyle (a,b)} وجود خواهد داشت به طوری که:
{\displaystyle f'(c)=0}
این نسخه از قضیه رول را برای اثبات قضیه مقدار میانگین به کار می‌برند که قضیه رول در حقیقت حالت خاصی از این قضیه است. همچنین این نسخه پایه‌ای برای اثبات قضیه تیلور است.

## تاریخچه
اعتبار قضیه رول را به ریاضیدان هندی باسکارا دوم (۱۱۱۴-۱۱۸۵) نسبت می دهند. هرچند که این قضیه به نام میشل رول نامگذاری شده، اثبات ۱۶۹۱ رول، تنها حالت توابع چند جمله ای را پوشش می داد. اثبات او از روش های حساب دیفرانسیل، که در آن بُرهه از زندگی‌اش آن را سفسطه آمیز می دانست، استفاده نمی‌کرد. این قضیه اولین بار توسط کوشی در ۱۸۲۳ به عنوان نتیجه‌ای از اثبات قضیه مقدار میانگین اثبات شد. نام "قضیه رول" اولین بار توسط موریتز ویلهلم دروبیش آلمانی در ۱۸۳۴ و توسط گیوستو بلاویتیس از ایتالیای در ۱۸۴۶ مورد استفاده قرار گرفت.